# Lockhart, Texas
Lockhart är en stad i den amerikanska delstaten Texas med en yta av 29,2 km² och en folkmängd som uppgår till 12 013 invånare (2007). Lockhart är administrativ huvudort i Caldwell County.